# Weston (Connecticut)
Weston és un poble dels Estats Units a l'estat de Connecticut. Segons el cens del 2005 tenia 10.276 habitants.

## Demografia
Segons el cens del 2000, Weston tenia 10.037 habitants, 3.312 habitatges, i 2.811 famílies. La densitat de població era de 195,7 habitants/km².
Per edats la població es repartia de la següent manera: un 33,2% tenia menys de 18 anys, un 2,7% entre 18 i 24, un 25,5% entre 25 i 44, un 28,9% de 45 a 60 i un 9,7% 65 anys o més.
L'edat mediana era de 40 anys. Per cada 100 dones de 18 o més anys hi havia 92,9 homes.
La renda mediana per habitatge era de 170.758 $ i la renda mediana per família de 162.032 $. Els homes tenien una renda mediana de 100.000 $ mentre que les dones 55.956 $. La renda per capita de la població era de 74.817 $. Aproximadament l'1,3% de les famílies i l'1,9% de la població estaven per davall del llindar de pobresa.